# William George Mackey Davis
Pour les articles homonymes, voir William Davis.
William George Mackey Davis (9 mai 1812 - 11 mars 1898) était un brigadier-général de l'armée des États confédérés et un forceur de blocus pendant la guerre civile américaine. Il était avocat et spéculateur de coton avant la guerre et privilégia la profession d'avocat, profession qu'il exercera dans le district de Washington après la guerre.

## Biographie

### Avant la guerre
William George Mackey Davis est né le 9 mai 1812 à Portsmouth, en Virginie. À 17 ans, il devient marin. Plus tard, il a vécu en Alabama avant de déménager à Apalachicola, en Floride, où il est devenu avocat et spéculateur de coton.

### Guerre de Sécession
Lorsque la guerre de Sécession a commencé, Davis a fait don de 50 000 $ aux États confédérés et a levé le 1er régiment de cavalerie de la Floride, régiment dont il prendra la tête durant un certain temps, pour l'armée des États confédérés. Il fut élu colonel et reçut le commandement des forces provisoires confédérées dans l'est de la Floride. Le 25 mars 1862, il a été envoyé pour rejoindre le général Joseph E. Johnston au Tennessee. Là, il a commandé la 2e brigade dans la division 2 (Heth's) environ du 3 juillet 1862 au 31 octobre 1862, puis la 1re brigade de la 3e division (Heth's) du département de l'est Tennessee jusqu'en décembre 1862. Pendant la période postérieure, le 6 novembre 1862, il a été promu brigadier général. Il a commandé la 1re brigade du district, département de l'est du Tennessee de décembre 1862 au début de 1863. Il a ensuite servi comme commandant du département de l'est du Tennessee jusqu'à ce qu'il démissionne de sa commission, pour des raisons d'âge et de santé, le 6 mai 1863.

### Après la guerre
Peu de temps après sa démission de l'armée des États confédérés, Davis a vécu à Richmond, en Virginie et Wilmington, en Caroline du Nord où il a mené une flotte de forceurs de blocus entre Wilmington et Nassau. Après une brève période de résidence à Jacksonville, en Floride, Davis a été gracié le 9 juin 1866. Il a ensuite déménagé à Washington, district et a repris la pratique du droit.
Davis est mort à Alexandria, en Virginie, le 11 mars 1898. Il est enterré au cimetière de Tacket-Burroughs-Davis à Remington en Virginie.